# Rada Państwa (Portugalia)
Rada Państwa (port. Conselho de Estado) – konstytucyjny organ doradczy Prezydenta Portugalii. Została utworzona na mocy pierwszej nowelizacji Konstytucji Portugalii w 1982 roku przejmując część kompetencji Rady Rewolucyjnej.

## Kompetencje
Zgodnie z Konstytucją Portugalii Rada Państwa jest politycznym organem doradczym Prezydenta. Wyraża ona opinie w sprawie:
- rozwiązania Zgromadzenia Republiki lub Zgromadzenia Ustawodawczego regionu autonomicznego[2],
- odwołania Rządu z inicjatywy Prezydenta, gdy okazuje się to konieczne dla zapewnienia prawidłowego działania instytucji demokratycznych[3],
- wypowiadania wojny i zawierania pokoju[4].

Ponadto, gdy decyzje podejmuje osoba tymczasowo pełniąca obowiązki Prezydenta Rada Państwa wyraża opinię w sprawie:
- wyznaczania daty wyborów: Prezydenta Republiki, deputowanych do Zgromadzenia Republiki, deputowanych do Parlamentu Europejskiego oraz deputowanych do Zgromadzeń Ustawodawczych regionów autonomicznych[5],
- zwoływania Zgromadzenia Republiki w trybie nadzwyczajnym[5],
- powoływania Premiera[5],
- powoływania i odwoływania, na wniosek Rządu, przewodniczącego Trybunału Obrachunkowego i Prokuratura Generalnego[5],
- powoływanie i odwoływanie Szefa Sztabu Generalnego Sił Zbrojnych, zastępcy szefa Sztabu Generalnego Sił Zbrojnych oraz szefów sztabów trzech rodzajów Sił Zbrojnych[5],
- sprawowania funkcji Najwyższego Dowódcy Sił Zbrojnych[5],
- powoływania ambasadorów i specjalnych wysłanników oraz przyjmowania listów uwierzytelniających zagranicznych przedstawicieli dyplomatycznych[5].

Do kompetencji Rady Państwa należy również przyjęcie swojego regulaminu, a także doradzanie Prezydentowi Republiki, na jego wniosek, przy sprawowaniu przez niego swoich funkcji.
Do wprowadzenia 6 nowelizacji Konstytucji w 2004 roku Rada Państwa opiniowała również powołanie i odwołanie Ministrów Republiki. Rada Stanu opiniowała również zmiany w Statucie Makau, dopóki terytorium to pozostawało pod administracją portugalską.

## Organizacja
Rada Państwa działa na podstawie Konstytucji Portugalii oraz przyjętego przez siebie Regulaminu. Zgodnie z Konstytucją Portugalii Rada składa się z Prezydenta Portugalii oraz członków, którzy obejmują swój urząd przed Prezydentem. W jej skład z urzędu przez okres pełnienia swojej funkcji wchodzą: Przewodniczący Zgromadzenia Republiki, Premier, Przewodniczący Trybunału Konstytucyjnego, Rzecznik Sprawiedliwości oraz przewodniczący Rządów Regionalnych. Jej członkami są również: dożywotnio byli Prezydenci Republiki oraz pięciu obywateli wyznaczonych przez Prezydenta Republiki na okres trwania jego kadencji i pięciu obywateli wybranych przez Zgromadzenie Republiki zgodnie z zasadą proporcjonalności, na okres trwania kadencji parlamentu.
Radzie Państwa przewodniczy Prezydent Portugalii, który jako jedyny ma prawo zwoływać posiedzenia Rady, określać porządek obrad i je prowadzić. Rada pracuje w formie posiedzeń plenarnych, które są co do zasady niejawne, a sporządzone protokoły pozostają tajne przez okres 30 lat liczonych od momentu zakończenia kadencji prezydenta, który zwołał dane posiedzenie. Przyjęty regulamin oraz opinie jako załączniki do dekretów Prezydenta, których dotyczą publikowane są w Diário da República.

## Skład
Skład Rady Państwa według stanu na dzień 29 października 2021 roku:
| Aktualny skład Rady Państwa | Aktualny skład Rady Państwa                    | Aktualny skład Rady Państwa | Aktualny skład Rady Państwa | Aktualny skład Rady Państwa |
| Lp.                         | Funkcja                                        | Imię i Nazwisko             | Członkostwo                 | Kadencja                    |
| --------------------------- | ---------------------------------------------- | --------------------------- | --------------------------- | --------------------------- |
| 1.                          | Prezydent                                      | Marcelo Rebelo de Sousa     | z urzędu                    | 2021-2026                   |
| 2.                          | Przewodniczący Zgromadzenia Republiki          | Eduardo Ferro Rodrigues     | z urzędu                    | 2019-2023                   |
| 3.                          | Premier                                        | António Costa               | z urzędu                    | 2019-2023                   |
| 4.                          | Przewodniczący Trybunału Konstytucyjnego       | João Pedro Barrosa Caupers  | z urzędu                    | 2019-2023                   |
| 5.                          | Rzecznik Sprawiedliwości                       | Maria Lúcia Amaral          | z urzędu                    | 2017-2021                   |
| 6.                          | Przewodniczący Rządu Regionalnego Azorów       | José Manuel Bolieiro        | z urzędu                    | 2020-2024                   |
| 7.                          | Przewodniczący Rządu Regionalnego Madery       | Miguel Albuquerque          | z urzędu                    | 2019-2023                   |
| 8.                          | Obywatele wyznaczeni przez Prezydenta          | António Lobo Xavier         | z nominacji                 | 2021-2026                   |
| 9.                          | Obywatele wyznaczeni przez Prezydenta          | António Damásio             | z nominacji                 | 2021-2026                   |
| 10.                         | Obywatele wyznaczeni przez Prezydenta          | Lídia Jorge                 | z nominacji                 | 2021-2026                   |
| 11.                         | Obywatele wyznaczeni przez Prezydenta          | Luís Marques Mendes         | z nominacji                 | 2021-2026                   |
| 12.                         | Obywatele wyznaczeni przez Prezydenta          | Leonor Beleza               | z nominacji                 | 2021-2026                   |
| 13.                         | Obywatele wybrani przez Zgromadzenie Republiki | Carlos César                | z wyboru                    | 2019-2023                   |
| 14.                         | Obywatele wybrani przez Zgromadzenie Republiki | Francisco Pinto Balsemão    | z wyboru                    | 2019-2023                   |
| 15.                         | Obywatele wybrani przez Zgromadzenie Republiki | Francisco Louçã             | z wyboru                    | 2019-2023                   |
| 16.                         | Obywatele wybrani przez Zgromadzenie Republiki | Rui Rio                     | z wyboru                    | 2019-2023                   |
| 17.                         | Obywatele wybrani przez Zgromadzenie Republiki | Domingos Abrantes           | z wyboru                    | 2019-2023                   |
| 18.                         | byli Prezydenci Portugalii                     | António Ramalho Eanes       | z urzędu                    | od 1986 dożywotnio          |
| 19.                         | byli Prezydenci Portugalii                     | Aníbal Cavaco Silva         | z urzędu                    | od 2016 dożywotnio          |